# Roy e Silo

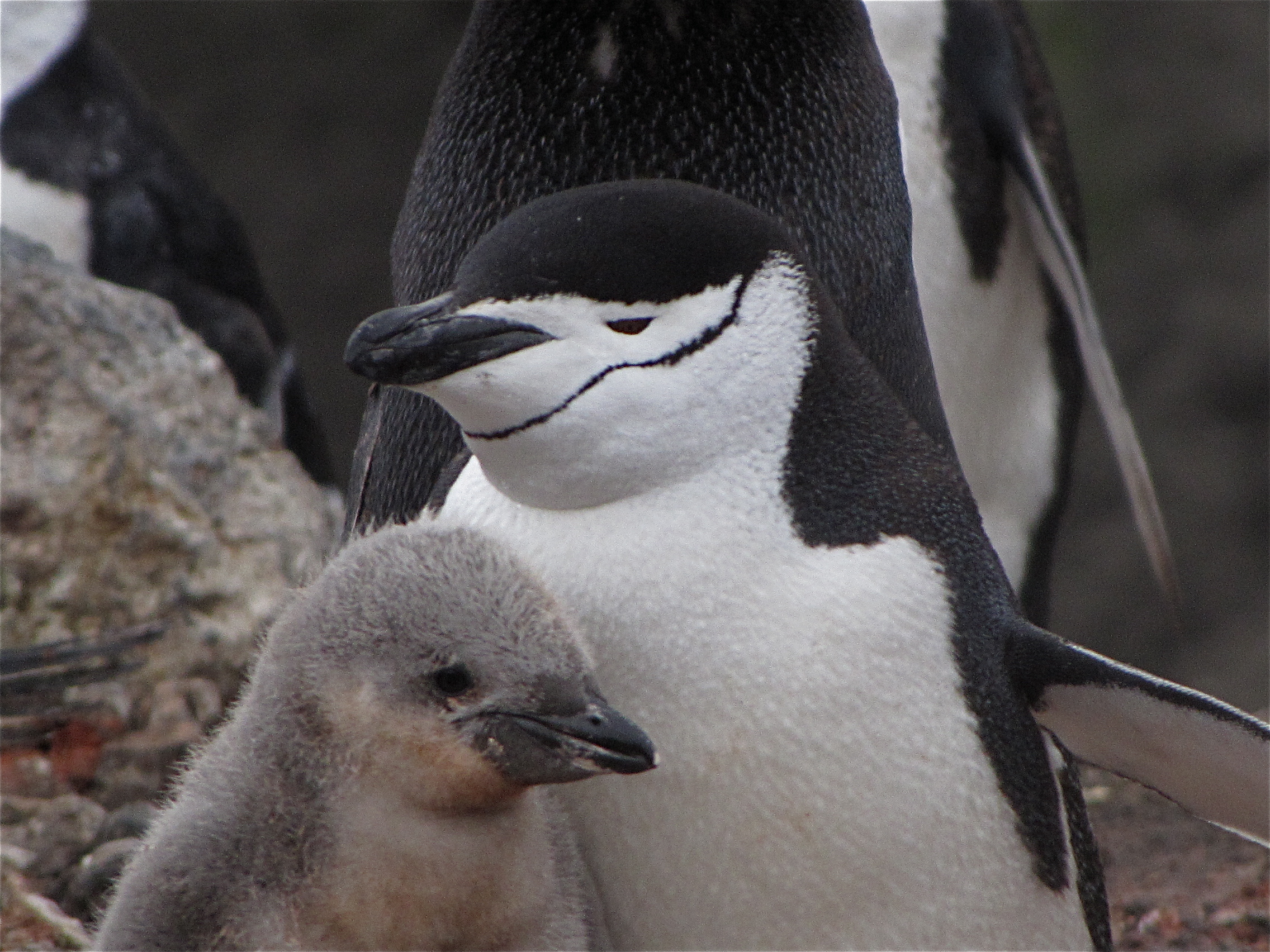
Un pinguino antartico col suo piccolo.

Roy e Silo (nati entrambi nel 1987) sono stati una coppia di pinguini antartici (della specie Pygoscelis antarcticus) residenti al Central Park Zoo di New York; sono particolarmente noti per essere stata una coppia formata da due individui dello stesso sesso. Furono notati per la prima volta dal personale dello zoo nel 1998 mentre eseguivano i rituali di accoppiamento (intrecciando il collo e facendo gli appropriati suoni di richiamo), anche se non vi è mai stata testimonianza di veri e propri atti sessuali.
I due pinguini sono diventati uno dei casi più famosi di omosessualità negli animali segnalati dai mass media.

## Storia

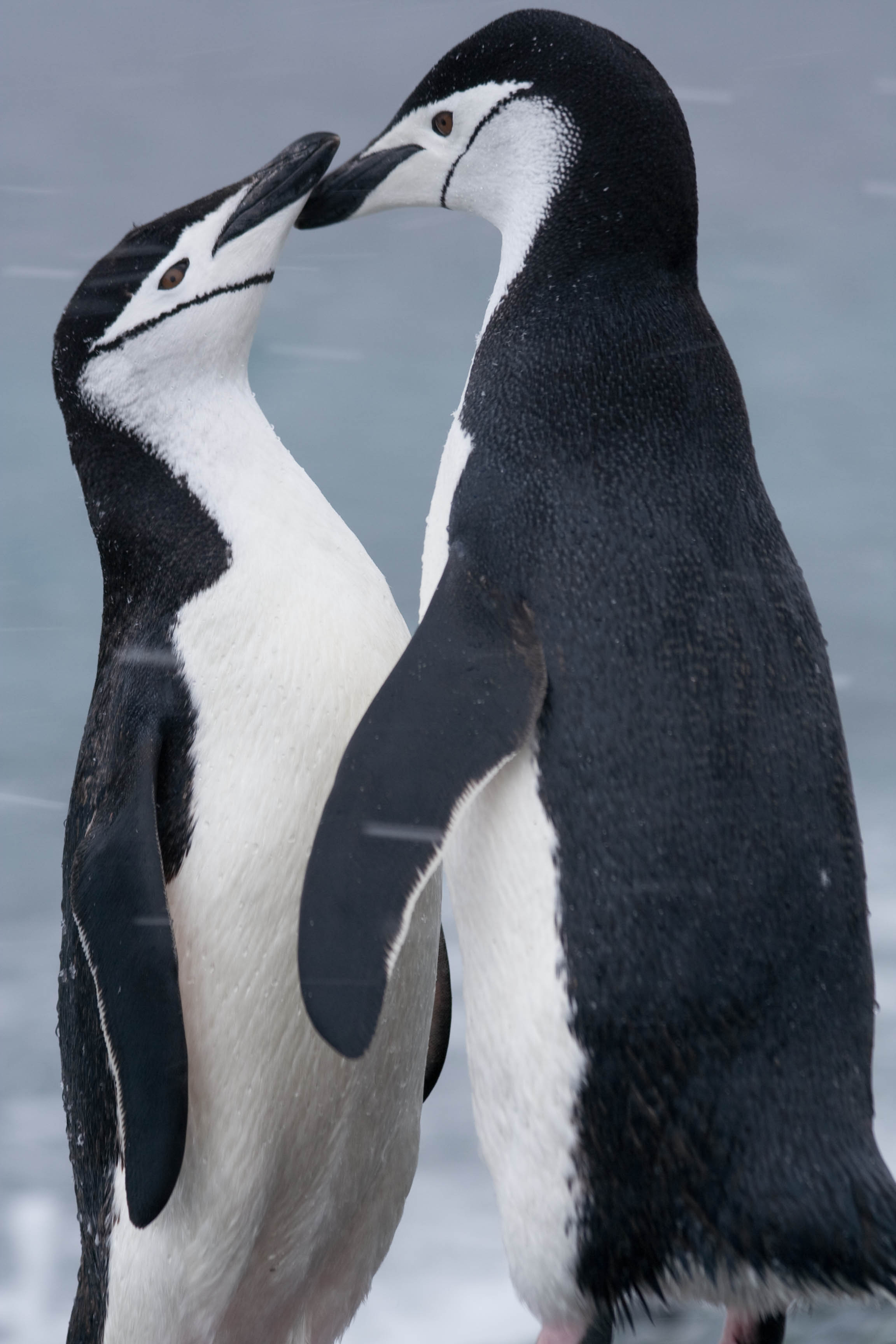
Una coppia di pinguini antartici.

Nel 1999 Roy e Silo hanno provato, con esiti alquanto deludenti, a covare un sasso come fosse un vero uovo; hanno anche tentato di rubare delle uova dagli altri nidi. Dopo questo fatto, i custodi hanno pensato di dare loro un uovo appartenente ad un'altra coppia di pinguini "etero", i quali non avevano la possibilità di farlo schiudere.
Roy e Silo hanno covato l'uovo per 34 giorni, riuscendo a far nascere un pulcino perfettamente sano, una femmina che è stata chiamata Tango. Raggiunta l'età fertile, Tango ha creato una relazione con un'altra pinguina femmina, di nome Tanuzi, con la quale è rimasta per almeno due stagioni riproduttive.
Nel 2005 Roy e Silo si sono separati: Silo ha creato una coppia con una femmina di nome Scrabby, dalla quale ha avuto dei piccoli, mentre Roy si è unito ad un gruppo di pinguini maschi "single".
Nel 2012 erano ancora entrambi in vita; i pinguini in cattività possono infatti raggiungere anche un'età di trent'anni. Nel 2018 Tango e Roy risultavano deceduti.

## Il libro
La loro storia è stata raccontata nel 2005 in un libro per ragazzi intitolato And Tango Makes Three: parlando quindi di una "coppia omosessuale che cresce un piccolo", il libro è stato vietato da molte biblioteche, diventando, secondo l'American Library Association, il libro maggiormente proibito del 2009, con accuse tra cui quelle di essere «antifamigliare», «antireligioso», «inadatto ai giovani», e «antietnico».

## Casi simili
Il comportamento omosessuale tra i pinguini è abbastanza frequente e si vede spesso all'interno dei giardini zoologici; a San Francisco vi fu ad esempio un'altra coppia formata da "Harry" e "Pepper".
Tale comportamento in natura è stato riscontrato in più di 1500 specie animali, ed è ben documentato in più di 500 di queste.